# Водоспад Лючі
 Пам'ятка природи «Водоспад Лючі» (втрачена) була оголошена рішенням Івано-Франківського Облвиконкому № 265 від 7.07.1972 року на землях села Люча. Адміністративне розташування — Косівський район, Івано-Франківська область.
Площа — не вказана в рішенні про створення.

## Характеристика
Водоспад природного походження на 7-му кілометрі дороги Яблунів — Космач.

## Скасування
Станом на 1.01.2016 року об'єкт не міститься в офіційних переліках територій та об'єктів природно-заповідного фонду, оприлюднених на Єдиному державному вебпорталі відкритих даних http://data.gov.ua/ [Архівовано 4 травня 2016 у Wayback Machine.]. Проте ні в Міністерстві екології та природних ресурсів України, ні в Департаменті екології та природних ресурсів Івано-Франківської обласної державної адміністрації відсутня інформація про те, коли і яким саме рішенням було скасовано цей об'єкт природно-заповідного фонду. Отже, причина і дата скасування на сьогодні не відома. Вся інформація про створення об'єкту взята із текстів зазначених у статті рішень обласної ради, що надані Державним управлянням екології та природних ресурсів Івано-Франківської області Всеукраїнській громадській організації «Національний екологічний центр України». Відповідно до листа Міністерства екології та природних ресурсів України №9-04/18-16 від 11.01.2016 року «Щодо надання роз'яснення», з якого випливає, що вся інформація про установи природно-заповідного фонду є відкритою.